# Mischonyx intermedius
Mischonyx intermedius is een hooiwagen uit de familie Gonyleptidae.